# Халлидей, Лиза
Лиза Хэллидей (род. 1977) — американская писательница, переводчица, редактор. 
Выросла в Медфилде, штат Массачусетс, училась в Гарварде и работает независимым редактором и переводчиком в Милане . Её отношения с Филиппом Ротом отражены в её дебютном романе «Асимметрия».

## Работы

### «Асимметрия»
Асимметрия — первый роман Лизы Холлидей, за который она получила премию Whiting за художественную литературу Роман также находится в списке работ в списке лидеров КСВ . Английское оригинальное издание было опубликовано Simon & Schuster в феврале 2018 года. Немецкий перевод был опубликован Карлом Хансером Верлагом .
Роман содержит две истории: первая часть романа рассказывает историю любви молодой Алисы и пожилого литератора и нобелевского кандидата Эзры Блейзера. Вторая часть описывает ситуацию с допросами Кафки, в которой Амар, американско-иракский аспирант, оказывается в лондонском аэропорту.
Асимметрия в романе может быть обнаружена как в содержательном, так и в формальном аспектах:
 "Женская история в третьем лице сопровождается мужской в первом. В серии импрессионистских снимков, выполненных с легкостью и своевременностью, меланхоличные автобиографические отражения разрыва между США и Ираком следуют в совершенно другой тональности. "

## Публикации
- Глупый Луи. В: Парижском Обзоре, Выпуск 174, Лето 2005. онлайн
- Асимметрия. 2018